# Debbie Cameron
Debbie Cameron (Miami, 14 de setembro de 1958) é uma cantora e compositora norte-americana.
A sua carreira profissional iniciou-se em 1976, quando foi premiada com o galardão "A estudante mais promissora" na Escola de Música da Universidade de Miami.
Em 1978, partiu para Copenhaga, onde vivia a sua mãe Etta e onde vive actualmente. Nesse mesmo ano participou num dueto com Richard Boone, gravando o LP Brief Encounter. Em 1979, participou à primeira banda de latin-funk dinamarquesa chamada Buki Yamaz. Nesse mesmo ano participa no coro da canção Disco Tango que representou a Dinamarca no Festival Eurovisão da Canção 1979, interpretada por Tommy Seebach. Dois anos depois, em 1981. voltaria a representar o mesmo país, em parceria com o referido cantor, interpretando Krøller eller ej.

## Discografia

### LPS
- New York Date
- Be With Me
- Brief Encounter, dueto, com Richard Boone.
- Debbie Cameron
- Maybe We, com a banda Buki Yamaz

### Singles
- Call Me Tonight
- Game of My Life
- You To Me Are Everything
- Glad That's It's Over
- So-Le-La
- Accepted By Society
- Krøller eller ej, dueto com Tommy Seebach
- Jeg en gård mig bygge vil
- I See The Moon
- Stuck On You
- Copenhagen
- Boogie Woogie Rendez-Vous

### Valentinos
- Disco Dance Party

Vocals: Debbie Cameron, Sanne Salomonsen & Michael Elo

### Banda sonora
Banda sonora do filme Den eneste ene

## Filmografia
Participou no filme dinamarquês Hodja fra Pjort em 1985.